# کارخانه هیچ
کارخانهٔ هیچ (پرتغالی: A Fábrica de Nada) یک فیلم درام پرتغالی به کارگردانی پدرو پینو است. این فیلم در سال ۲۰۱۷ در بخش دو هفته کارگردانان جشنواره کن ۲۰۱۷ به نمایش درآمد و برندهٔ جایزهٔ فیپرشی شد.

## بازیگران
- کارلا گالواون
- جینیس گومیس
- امریکو سیلوا
- ژوزه اسمیت وَرگاس